# Encephalartos natalensis
Encephalartos natalensis és una espècie és una espècie de gimnosperma de la divisió Cycadophyta, família Zamiaceae, originària de l'est de la regió de la Ciutat del Cap (Sud-àfrica). Aquesta espècie ha disminuït en algunes parts de la seva àrea. El descens general de la població s'estima en un 30% en els últims 60 anys sobre la base de fotografies de repetició i visites a les subpoblacions.

## Descripció

### Port
Encephalartos natalensis és una planta de la família de les Zamiaceae. És una planta perenne i pertany al grup de cícades de creixement ràpid, fins a 6,5 m d'alçada i amb una tija o tronc d'aproximadament 0,4 m de diàmetre. La tija a vegades pot ramificar-se i es reclina només quan altres branques sorgeixen des de la base. Té una corona llanosa daurada la qual augmenta la producció de cons o nous verticils de fulles.

### Fulles
Les fulles són de grandària mitjana, d'uns 1,5 a 3 m de llarg i lleugerament corbes o rectes. Les valves inferiors es redueixen a espines. Les noves fulles i cons estan coberts amb una llana de color marró groguenc.

### Flors
Hi ha plantes separades pel que fa als sexes, hi ha plantes femenines i plantes masculines. Produeixen de 2 a 3 cons grocs ataronjats en ambdós gèneres. Els cons masculins són cilíndrics, de color verd groguenc, vellutat, al voltant de 450-500 mm de llarg, i de 90 a 120 mm de diàmetre. Aboquen el pol·len de l'abril a juny. Els cons femenins són oblongues a oblongo-ovades. Són al voltant de 500-600 mm de llarg i 250-300 mm de diàmetre. Les cares de les escates dels cons estan arrugades. Els cons es desintegren espontàniament a partir de novembre a gener, cadascuna produint 415-510 llavors de color vermell brillant. Les llavors són aproximadament 25-35 mm de llarg i 12-18 mm de diàmetre.

## Distribució
Encephalartos natalensis és una cícada endèmica de Sud-àfrica, es produeixen a partir de Tabankulu a la part nord de la Província Oriental del Cap, a través de la major part de KwaZulu-Natal, fins a la conca alta del riu Umfolozi, prop de Vryheid al nord. Creix als penya-segats, en els boscos i en els afloraments rocosos, on el clima és calorós a l'estiu i fred a l'hivern, amb gelades que ocorren regularment. L'altitud és d'uns 1200 m sobre el nivell del mar.

## Etimologia
El nom Encephalartos es deriva d'una paraula grega que significa "pa al cap" i es refereix al material farinós, com midó d'algunes espècies utilitzades tradicionalment com a aliment. El nom natalensis específic significa "de Natal", que ara és de KwaZulu-Natal.

## Semblança amb altres espècies del gènere
Aquest cícadas és el més variable de totes les espècies de Encephalartos. Està estretament relacionat amb E. altensteinii, una espècie que es produeix en el Cap Oriental. E. natalensis es pot diferenciar d'E altensteinii, perquè en el primer els fullets inferiors es redueixen a espines. També es pot confondre amb E. msinganus, que es considera que pertanyen a E. natalensis fins que va ser descrit com una nova espècie de PJ Vorster en 1996. E. msinganus té fullets estrets, aproximadament 16 a 20 mm d'ample, i el con femení és berrugós. E. natalensis també està estretament relacionada amb E. lebomboensis, E. senticosus i E.woodii. Les cícadas són considerats com "fòssils vivents", ja que els seus familiars han estat trobats com fòssils en roques que es remunta a l'era del Triàsic. Això vol dir que durant aquesta època aquestes plantes podrien haver estat menjar per dinosaure!